# 磚紅砂脂鯉
磚紅砂脂鯉，為輻鰭魚綱脂鯉目脂鯉亞目頂器脂鯉科的其一種，分布於南美洲蓋亞那Potaro與Mazaruni河流域，體長可達2.8公分，棲息在底中層水域，生活習性不明。